# روبرت ماكليلان
روبرت ماكليلان (بالإنجليزية: Robert McClellan)‏ هو محامي وسياسي أمريكي، ولد في 2 أكتوبر 1806، وتوفي في 28 يونيو 1860 في الولايات المتحدة. حزبياً، نشط في الحزب الديمقراطي. وقد انتخب عضو مجلس النواب الأمريكي.